# Барис
Ба́рис (др.-греч. βᾶρις — (египетское) судно, лодка, барка, копт. ⲃⲁⲁⲣⲉ bari — корабль) — небольшое деревянное плоскодонное широкое речное судно, разновидность шаланды (баржи). Использовалось для перевозки грузов (сельскохозяйственных товаров или камней), главным образом на Ниле в Древнем Египте. Описано Геродотом около 450 года до н. э. Упоминается Диодором Сицилийским.
Грузовые суда египтяне строят из аканфа, который очень похож по виду на киренский лотос. Сок аканфа — это камедь. Из этого аканфа изготовляют брусья локтя в два и складывают их вместе наподобие кирпичей. Эти двухлоктевые брусья скрепляют затем длинными и крепкими деревянными гвоздями. Когда таким образом построят [остов] корабля, то поверх кладут поперечные балки. Рёбер вовсе не делают, а пазы законопачивают папирусом. На судне делается только один руль, который проходит насквозь через киль; мачту делают также из аканфа, а паруса из упомянутого выше папируса. Такие суда могут ходить вверх по реке лишь при сильном попутном ветре; их буксируют вдоль берега. Вниз же по течению суда двигаются вот как. Сколачивают из тамарисковых досок плот в виде двери, обтянутый плетёнкой из камыша, и затем берут просверлённый камень весом в 2 таланта. Этот плот, привязанный к судну канатом, спускают на воду вперед по течению, а камень на другом канате привязывают сзади. Под напором течения плот быстро движется, увлекая за собой «Барис» (таково название этих судов); камень же, который тащится сзади по дну реки, направляет курс судна. Таких судов у египтян очень много, и некоторые из них грузоподъёмностью во много тысяч талантов.

## Этимология
Барис — греческое слово египетского происхождения. Заимствовано из египетского языка. Вошло в греческий язык в послегомеровский период. Русское «барка» заимствовано через итал. barca из средневекового лат. barica, которое восходит к латинскому лат. baris, которое заимствовано из греческого языка.

## «Ship 17»
Существование типа судна, описанного Геродотом, историки подвергали сомнению. В 2003 году древнее судно «Ship 17» было обнаружено французским подводным археологом Франком Годьо (Franck Goddio) и его командой под водой на глубине 7—8 метров в заливе Абу-Кир в 6 километрах от берега в районе Александрии. Археологические работы велись Европейским институтом подводной археологии. Своеобразная конструкция судна позволяет предположить, что это тип судна, описанный Геродотом.
Древнее судно «Ship 17» — первое из 63 судов, обнаруженных в затонувшем городе Тонис-Гераклион. Судно относится к Позднему периоду (722—332 до н. э.) и имеет 28 метров длины. Годьо и его команда обнаружили в порту Гераклиона самое большое кладбище античных судов за всю историю археологии. Среди них — флотилия из 12 однотипных судов, которые построены в VI—II вв. до н. э. из древесины акации нильской. Их длина от носа до кормы составляет 26 метров. Несмотря на плоский и узкий корпус, они обладают хорошими мореходными качествами для плавания в прибрежных морских водах благодаря рулю с мощной лопастью, парусной мачте и острому килю. Детальный анализ конструкции грузового судна «Ship 17» выполнил научный сотрудник Центра египтологических исследований (ЦЕИ) РАН Александр Александрович Белов и пришёл к выводу, что судно «Ship 17» представляет собой судно «барис», описанное Геродотом. Остов судна построен из брусьев и напомнинает дом, сложенный из деревянных кирпичей, через отверстие в киле проходит толстый руль.